# Mavis Staples
Mavis Staples (* 10. července 1939 Chicago, Illinois) je americká zpěvačka. Začínala ve skupině The Staple Singers, kterou vedl její otec a zpívali v ní i její starší sourozenci. Se skupinou byla v roce 1999 uvedena do Rock and Roll Hall of Fame. Své první sólové album nazvané Mavis Staples vydala v roce 1969. V roce 1977 nazpívala písně napsané Curtisem Mayfieldem pro film Akce. Časopis Rolling Stone ji zařadil na šestapadesáté místo v žebříčku 100 nejlepších zpěváků všech dob.

## Diskografie
- Mavis Staples (1969)
- Boy Meets Girl (1969)
- Only for the Lonely (1970)
- Piece of the Action (1977)
- Love Gone Bad (1984)
- Oh, What a Feeling (1979)
- Time Waits for No One (1989)
- The Voice (1993)
- Spirituals & Gospel – Dedicated to Mahalia Jackson (1996)
- Have a Little Faith (2004)
- We'll Never Turn Back (2007)
- You Are Not Alone (2010)
- One True Vine (2013)
- Livin' on a High Note (2016)
- If All I Was Was Black (2017)
- We Get By (2019)